# Geniu (mitologie)
În religia Romei antice, un geniu era întruparea individuală a unei naturi divine generale, prezentă în fiecare persoană, loc sau lucru.